# Oxyopes praedictus
Oxyopes praedictus är en spindelart som beskrevs av O. Pickard-Cambridge 1885. Oxyopes praedictus ingår i släktet Oxyopes och familjen lospindlar. Inga underarter finns listade i Catalogue of Life.